# Lijst van nummers van Gino Vannelli
Dit is een lijst van muzieknummers van Gino Vannelli, geordend op album.

## Crazy Life
- Crazy Life
- Hollywood Holiday
- Theres No Time
- Fling Of Mine
- Granny Goodbye
- Great Lake Canoe
- Cherizar
- One Woman Lover
- Piano Song

## Powerful People
- People Gotta Move
- Lady
- Son Of A New York Gun
- Jack Miraculous
- Jo Jo
- Powerful People
- Felicia
- The Work Verse
- Poor Happy Jimmy (Tribute To Jim Croce)

## Storm at Sunup
- Storm At Sunup
- Love Me Now
- Mama Coco
- Father And Son
- Where Am I Going
- Keep On Walking
- Love Is A Night
- Gettin' High

## The Gist of the Gemini
- Love Of My Life
- Ugly Man
- A New Fix For '76
- Omens Of Love
- Fly Into This Night / War Suite
- Prelude To The War (Instrumental)
- The Battle Cry (Instrumental)
- To The War
- Carnal Question
- After The Last Battle (Instrumental)
- To The War (Reflection)
- Summers Of My Life

## A Pauper in Paradise
- Mardi Gras
- Valleys Of Valhalla
- The Surest Things Can Change
- One Night With You
- A Song and Dance
- Black And Blue
- A Pauper In Paradise 
  - 1st Movement (Instrumental)
  - 2nd Movement (Instrumental)
  - 3rd Movement (Instrumental)
  - 4th Movement (Instrumental)
- A Pauper In Paradise

## Brother to Brother
- Appaloosa
- The River Must Flow
- I Just Wanna Stop
- Love & Emotion
- Feel Like Flying
- Brother To Brother
- Wheels Of Life
- The Evil Eye
- People I Belong To

## Nightwalker
- Nightwalker
- Seek and You Will Find
- Put The Weight On My Shoulders
- I Believe
- Santa Rosa
- Living Inside Myself
- Stay With Me
- Sally (She Says The Sweetest Things)

## Black Cars
- Black Cars
- The Other Man
- It's Over
- Here She Comes
- Hurts to Be in Love
- Total Stranger
- Just A Motion Away
- Imagination
- How Much

## Big Dreamers never Sleep
- In The Name Of Money
- Time Out
- Wild Horses
- Young Lover
- Down With Love
- Persona Non Grata
- Something Tells Me
- Shape Me Like A Man
- King For A Day

## Inconsolable Man
- Rhythm Of Romance
- If I Should Lose This Love
- Shame
- Sunset On L.A.
- Moment To Moment
- Cry Of Love
- The Time Of Day
- Bound To Cry
- The Joker's Wild
- Inconsolable Man

## Yonder Tree
- Walter Whitman Where Are You
- Fallen In Love
- You Owe It To Yourself
- A Little Bit Of Judas
- Unbearably Blue
- Jehovah And All That Jazz
- None So Beautiful
- I Die A Little More Each Day
- Come To The Well
- Moon Over Madness

## Slow Love
- Slow Love
- Lost And Found
- Words Can Kill
- Down With Love
- Cry Baby
- Tierra De Amores Y Sombras
- My Oh My It's A Miracle
- Alive By Science
- A Woman Crossed By Love
- Constantly Constantine

## canto
- Canto
- Parole Per Mio Padre
- The Last Dance
- Dea Speranza
- Una Sola Voce
- Wayward Lover
- Mala Luna
- Joli Coeur
- Una Rosa A Dicembre
- Il Viaggio
- The Last Days Of Summer

## These Are the Days
- It's Only Love
- Venus Envy
- These Are The Days
- Rock Me To Heaven
- Eastwest World
- The Great Divide
- Right Where I Am
- Living Inside Myself
- I Just Wanna Stop
- People Gotta Move

Nummers van Gino Vannelli